# Japan Soccer League Cup 1991
Der Japan Soccer League Cup 1991 war die sechzehnte Ausgabe des Japan Soccer League Cup. Sieger des Wettbewerbs waren die Yomiuri.

## Ergebnisse

### 1. Runde
|                       | Ergebnis |                       |
| --------------------- | -------- | --------------------- |
| Toyota Motors         | 3:0      | Yomiuri Junior        |
| Matsushita Electric   | 1:0      | Tokyo Gas             |
| NKK                   | 1:0      | Kyoto Shiko Club      |
| Hitachi               | 8:0      | Toho Titanium         |
| Toshiba               | 2:0      | Otsuka Pharmaceutical |
| Tanabe Pharmaceutical | 2:1      | Cosmo Oil             |
| Yomiuri               | 6:1      | Chuo Bohan            |
| Yamaha Motors         | 1:3      | Fujitsu               |
| Mitsubishi Motors     | 2:4      | Sumitomo Metals       |
| Yanmar Diesel         | 3:4      | Kofu SC               |
| Mazda                 | 3:2      | NTT Kanto             |
| Fujita                | 2:0      | Kawasaki Steel        |

### Achtelfinale
|                       | Ergebnis        |                   |
| --------------------- | --------------- | ----------------- |
| Nissan Motors         | 3:3 (5:4 i. E.) | Toyota Motors     |
| Matsushita Electric   | 2:1             | NKK               |
| Hitachi               | 1:1 (5:4 i. E.) | Toshiba           |
| Tanabe Pharmaceutical | 1:7             | Honda Motors      |
| All Nippon Airways    | 1:3             | Yomiuri           |
| Fujitsu               | 3:0             | Sumitomo Metals   |
| Kofu SC               | 1:3             | Mazda             |
| Fujita                | 1:0             | Furukawa Electric |

### Viertelfinale
|               | Ergebnis        |                     |
| ------------- | --------------- | ------------------- |
| Nissan Motors | 1:0             | Matsushita Electric |
| Hitachi       | 2:2 (5:6 i. E.) | Honda Motors        |
| Yomiuri       | 4:1             | Fujitsu             |
| Mazda         | 1:1 (4:2 i. E.) | Fujita              |

### Halbfinale
|               | Ergebnis        |              |
| ------------- | --------------- | ------------ |
| Nissan Motors | 0:0 (2:4 i. E.) | Honda Motors |
| Yomiuri       | 1:0             | Mazda        |

### Finale
|              | Ergebnis |         |
| ------------ | -------- | ------- |
| Honda Motors | 3:4      | Yomiuri |